# Вельзеры

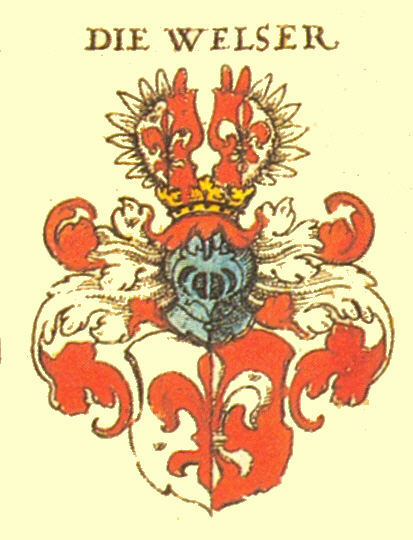
Герб Вельзеров

Вельзеры (нем. Welser) — аугсбургский и нюрнбергский род патрициев и крупных купцов. В имперском городе Аугсбурге род Вельзеров прослеживается с 1246 года. Аугсбургский особняк Вельзеров — одна из городских достопримечательностей.
Торговая компания Вельзеров открылась в Аугсбурге в 1420 году и приобрела известность благодаря торговле серебром, хлопчатобумажными тканями и вельветом.
В последующие столетия Вельзеры владели мануфактурами в различных европейских городах, в том числе в Антверпене, Лионе, Мадриде, Нюрнберге, Севилье, Лиссабоне, Венеции, Риме и Санто-Доминго. Из своего огромного нажитого на торговле состояния Вельзеры финансировали различных монархов Европы, а Карл V Габсбург даровал им дворянство.
Антон Вельзер в начале XVI века имел любовную связь с авантюристкой Анной Ламинит, которая родила ему сына. Банкир долгое время выплачивал ей содержание на ребёнка, не подозревая, что тот давно умер.
Варфоломей Вельзер вместе с Фуггерами ссудил императору Карлу V 12 тонн золота, за что получил в залог территорию Венесуэлы (Кляйн-Венедиг). Для колонизации новых земель он направил Николая Федермана. Насилия испанских колониальных властей через 20 лет лишили Вельзеров владений в Америке, а сын этого Вельзера, тоже Варфоломей, был казнён в 1546 году.
Его двоюродный брат Марк — плодовитый писатель, покровитель Галилея и других учёных. Финансовый упадок Испании привёл в 1614 году к банкротству Вельзеров и предположительному самоубийству Марка Вельзера. Сестра Марка Филиппина тайно вступила в 1557 году в брак с эрцгерцогом Фердинандом Австрийским (племянником Карла V). Их дети носили титул маркграфов Бургау.